# Thomas Wilson Paterson

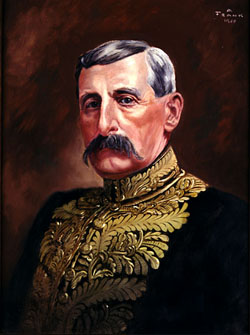
Thomas Wilson Paterson

Thomas Wilson Paterson (* 6. Dezember 1851 in Schottland; † 28. August 1921 in Victoria) war ein kanadischer Politiker und Eisenbahnunternehmer. Von 1909 bis 1914 war er Vizegouverneur der Provinz British Columbia.

## Biografie
Paterson wanderte im Kindesalter mit seinen Eltern nach Kanada aus und wuchs in der Provinz Ontario auf. Er war zunächst als Arbeiter im Eisenbahnbau tätig und einige Jahre später Teilhaber eines Bauunternehmens. Paterson zog nach British Columbia, da er sich dort bessere Chancen für seine Firma erhoffte. 1883 erhielt er den Zuschlag für Bauarbeiten an der Esquimalt and Nanaimo Railway auf Vancouver Island. Nach mehreren weiteren Projekten war er ab 1895 Geschäftsführer der Victoria and Sidney Railway, einer Tochtergesellschaft der Great Northern Railway.
1903 schloss sich Paterson der neu gegründeten British Columbia Liberal Party an und wurde im selben Jahr als Abgeordneter der Legislativversammlung von British Columbia gewählt. 1907 schaffte er die Wiederwahl nicht, ebenfalls erfolglos war er mit seiner Kandidatur als Bürgermeister von Victoria. Generalgouverneur Lord Grey vereidigte Paterson am 11. Dezember 1909 als Vizegouverneur. Dieses repräsentative Amt übte er bis zum 17. Dezember 1914 aus.